# Jüri Ratas
Jüri Ratas (Tallinn, 1978. július 2.) észt közgazdász, jogász és politikus. 2016. november 23. és 2021. január 26. között Észtország miniszterelnöke.
2000 óta az Észt Centrumpárt tagja, 2016. november 3-ról a párt elnöke. 2005–2007 között Tallinn polgármestere, majd 2007-től miniszterelnöki kinevezéséig parlamenti képviselő volt. Miután visszautasította a 2019-es észtországi parlamenti választáson győztes Reformpárt koalíciós ajánlatát, Ratas két másik kisebb párttal alakított kormányt, amit az Észt Parlament 2019. április 17-n jóváhagyott. 2021. január 13-án benyújtotta lemondását. 2021. március 18-tól 2023. április 10-ig az észt parlament elnöke volt. A 2023-as parlamenti választás után ismét parlamenti képviselő, 2023. április 10-től 2024. július 1-ig a parlament alelnöke. 2023 szeptemberében lemondott a Centrumpárt elnöki posztjáról, majd 2024 januárjában bejelentette, hogy kilép a Centrumpártból és belép a Haza (Isamaa) pártba. A 2024. júniusi európai parlamenti választáson az EP képviselőjévé választották, ezért 2024. július 1-vel az észtországi parlamenti mandátuma és a parlamenti alelnöki megbízatása megszűnt.

## Élete
Tallinnban született 1978-ban. Apja Rein Ratas biológiaprofesszor, aki 1992–1999 között az Észt Környezetvédelmi Minisztérium államtitkára volt, emellett több évig volt az Észt Parlament (Riigikogu) és a Tallinni Városi Önkormányzat tagja. Anyja Urve Ratas (született: Sepp) geográfus.

### Tanulmányai
Tallinnban a Nõmmei Gimnáziumban érettségizett. 1996-tól a Tallinni Műszaki Egyetemen (TTÜ) tanult közgazdaságtant, ahol 2000-ben szerzett BSc, 2002-ben mesterfokozatot. Ezt követően a Tartui Egyetemen tanult, ahol 2005-ben szerzett jogászi végzettséget. 2007 szeptemberében kezdte el doktori tanulmányait üzleti menedzsment témában a Tallinni Műszaki Egyetem Regnar Nurske nevét viselő Innovációs és Menedzsment Intézetében.

### Szakmai karrierje
Már a gimnázium befejezése után, egyetemi tanulmányai mellett dolgozni kezdett. 1996–1998 között a ANR Amer Nielsen Eesti piackutató cégnek dolgozott, 1997–1999 között az Építési Tudományos Kutatóintézetnél (ETUI – Ehituse Teadusliku Uurimise Instituut) volt elemző. 1999-ben megalapította az autómosással és -takarítással foglalkozó Värvillised nevű saját cégét, amelynek három évig a vezérigazgatója volt. 1999–2000 között az Eesti Kindlustus cég értékesítési képviselője volt.

## Politikai pályafutása
Politikai pályafutása 2000-ben kezdődött, amikor belépett az Észt Centrum Pártba, melynek az apja, Rein Ratas egy évvel korábban, 1999-ben lett tagja. 2002-ben a Tallinn élén álló Edgar Savisaar polgármester gazdasági tanácsadója lett a városi önkormányzatnál. 2003-ban az úthálózatért és a közművekért felelős polgármester-helyettessé nevezték ki Tallinnban. Ezt a posztot 2004–2005-ben is megtartotta, függetlenül attól, hogy Edgar Savisaart Tõnis Palts váltotta Tallinn polgármestereként.
A 2005. októberi önkormányzati választásokon a tallinni városi közgyűlésben az Észt Centrum Párt a képviselői helyek abszolút többségét szerezte meg. A polgármesteri posztra Edgar Savisaar pártelnök Jüri Ratast jelölte, amit a közgyűlés novemberben jóvá is hagyott.
Miután felmerült pártja, az Észt Centrumpárt érintettsége a tallinni Porto Franko ingatlanfejlesztési projekttel kapcsolatos korrupciós ügyben, 2021. január 13-án benyújtotta lemondását Kersti Kaljulaid elnöknek. Az elnök egyúttal felkérte a 2016-os választáson első helyen végzett Észt Reformpárt elnökét, Kaja Kallast egy új  koalíciós kormány megalakítására.
2021. március 18-tól 2023. szeptember 10-ig az észt parlament, a Riigikogu elnöke volt. Indult a 2023. márciusi észtországi parlamenti választáson, ahol a 4. sz. választókerületből (Rapla megye és Harju megye Tallinn nélkül) képviselővé választották. A megalakult új parlamentben 2023. április 10-től Lauri Hussar parlamenti elnök egyik alelnökévé választották.
A párt élén őt követő elnökkel, Mihhail Kõlvarttal kialakult politikai nézetkülönbségei miatt 2024. január 29-én kilépett a Centrumpártból, majd február 5-én csatlakozott a Haza párthoz.
Indult a 2024-es európai parlamenti választáson, ahol a Haza párt listájáról mandátumot szerzett (a Haza párt 2 képviselői helyet szerzett az Európai Parlamentben). Az európai parlamenti képviselői posztja miatt az észt parlamenti mandátuma 2024. július 1-vel megszűnt.

## Magánélete
1990–2002 között versenyszerűen kosárlabdázott. 1993–1996 között az észt ifjúsági kosárlabda válogatott tagja volt. 2001-2002-ben az Észt Kosárlabda Szövetség ifjúsági tagozatának a vezetője, 2007–2016 között az Észt Kosárlabda Szövetség elnökségének tagja, 2012–2016 között elnöke volt.
Nős, felesége Karin Ratas. Egy lányuk és három fiuk van.
Hobbija a sakk, az olvasás és a lovaglás.